# Тюффе-Валь-де-ла-Шеронн
Тюффе-Валь-де-ла-Шеронн (фр. Tuffé Val de la Chéronne) — муніципалітет у Франції, у регіоні Пеї-де-ла-Луар, департамент Сарта. Тюффе-Валь-де-ла-Шеронн утворено 1 січня 2016 року шляхом злиття муніципалітетів Сен-Ілер-ле-Льєррю i Тюффе. Адміністративним центром муніципалітету є Тюффе. Населення — 1667 осіб (01.01.2021).